# Team Flanders-Baloise
El Sport Vlaanderen-Baloise (codi UCI: TFB) és un equip belga de ciclisme professional en ruta. L'equip l'estatus d'equip continental professional, participant principalment en les proves de l'UCI Europa Tour, tot i que pot disputar les proves del ProTour si rep una invitació.
El seu objectiu és formar els joves ciclistes flamencs per tal que aquests puguin ser fitxats pels millors equips mundials. D'entre els ciclistes que han format part de l'equip destaquen: Tom Steels, Mario Aerts, Leif Hoste, Bert Roesems i Stijn Devolder.

## Història
L'equip es creà el 1994 amb el nom de Vlaanderen 2002 per iniciativa de la comunitat flamenca belga. Amb els anys el nom de l'equip canvià en funció de quin era el seu principal patrocinador. El 2001 fou l'empresa de treball temporal T-iterim qui el patrocinà, el 2005 les xocolates Jacques i del 2008 al 2016 l'empresa Topsport Vlaanderen. El 2017 va adoptar el nom actual.
No s'ha de confondre amb l'equip Chocolade Jacques-Wincor Nixdorf de 2004.

## Principals victòries

### Clàssiques
- Premi Nacional de Clausura. Tom Steels (1995)
- A través de Flandes. Nico Eeckhout (2005), Frederik Veuchelen (2006), Jelle Wallays (2015)
- Campionat de Flandes. Nico Eeckhout (2006)

### Curses per etapes
- Tres dies de Flandes Occidental. Nico Eeckhout (2006)
- Etoile de Bessèges. Frederik Willems (2006)

### Campionats nacionals
- Campionat de Bèlgica en ruta. Nico Eeckhout (2006), Preben Van Hecke (2015)

## Composició de l'equip 2022
| Ciclista          | Data de naixement | País    | Equip any anterior                   |
| ----------------- | ----------------- | ------- | ------------------------------------ |
| Ruben Apers       | 25/08/1998        | Bèlgica | Sport Vlaanderen-Baloise             |
| Jenno Berckmoes   | 04/02/2001        | Bèlgica | Néo-professionnel                    |
| Kamiel Bonneu     | 01/08/1999        | Bèlgica | Néo-professionnel                    |
| Vito Braet        | 02/11/2000        | Bèlgica | Néo-professionnel (Lotto-Soudal U23) |
| Alex Colman       | 22/07/1998        | Bèlgica | Sport Vlaanderen-Baloise             |
| Sander De Pestel  | 11/10/1998        | Bèlgica | Sport Vlaanderen-Baloise             |
| Lindsay De Vylder | 30/05/1995        | Bèlgica | Sport Vlaanderen-Baloise             |
| Gilles De Wilde   | 12/10/1999        | Bèlgica | Sport Vlaanderen-Baloise             |
| Tuur Dens         | 26/06/2000        | Bèlgica | Néo-professionnel                    |
| Milan Fretin      | 19/03/2001        | Bèlgica | Néo-professionnel (Lotto-Soudal U23) |
| Robbe Ghys        | 11/01/1997        | Bèlgica | Sport Vlaanderen-Baloise             |
| Rune Herregodts   | 27/07/1998        | Bèlgica | Sport Vlaanderen-Baloise             |
| Jules Hesters     | 11/11/1998        | Bèlgica | BEAT Cycling                         |
| Arne Marit        | 21/01/1999        | Bèlgica | Sport Vlaanderen-Baloise             |
| Julian Mertens    | 06/10/1997        | Bèlgica | Sport Vlaanderen-Baloise             |
| Jens Reynders     | 25/05/1998        | Bèlgica | Sport Vlaanderen-Baloise             |
| Aaron Van Poucke  | 04/04/1998        | Bèlgica | Sport Vlaanderen-Baloise             |
| Kenneth Van Rooy  | 08/10/1993        | Bèlgica | Sport Vlaanderen-Baloise             |
| Ward Vanhoof      | 18/04/1999        | Bèlgica | Sport Vlaanderen-Baloise             |
| Aaron Verwilst    | 02/05/1997        | Bèlgica | Sport Vlaanderen-Baloise             |
| Sasha Weemaes     | 09/02/1998        | Bèlgica | Sport Vlaanderen-Baloise             |

## Classificacions UCI

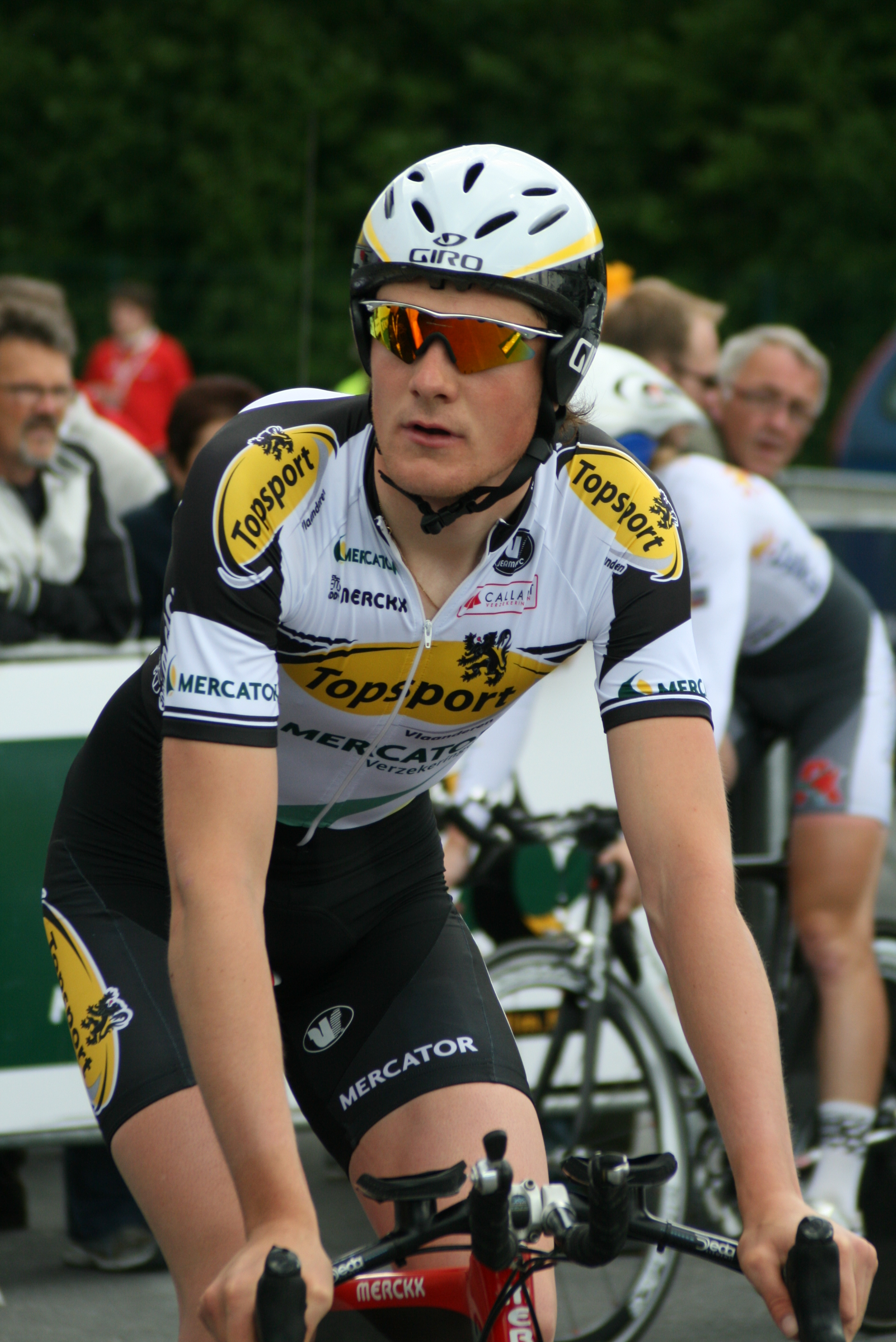
Stijn Joseph amb el mallot de l'equip el 2009

Fins al 1998 els equips ciclistes es trobaven classificats dins l'UCI en una única categoria. El 1999 la classificació UCI per equips es dividí entre GSI, GSII i GSIII. L'equip Vlaanderen 2002, posteriorment Vlaanderen-T-Interim, es troba dins la categoria Grups Esportius II (GSII), la segona divisió dels equips ciclistes professionals. La següent classificació estableix la posició de l'equip en finalitzar la temporada.
| Temporada | Classificació per equips | Millor ciclista en la classificació individual |
| --------- | ------------------------ | ---------------------------------------------- |
| 1995      | 28è                      | Tom Steels (123è)                              |
| 1996      | 31è                      | Glenn d'Hollander (209è)                       |
| 1997      | 35è                      | Kurt Van De Wouwer (193è)                      |
| 1998      | 45è                      | Erwin Thijs (276è)                             |
| 1999      | 23è (GSII)               | Steve Vermaut (306è)                           |
| 2000      | 32è (GSII)               | Erwin Thijs (327è)                             |
| 2001      | 28è (GSII)               | Björn Leukemans (285è)                         |
| 2002      | 22è (GSII)               | James Vanlandschoot (382è)                     |
| 2003      | 16è (GSII)               | James Vanlandschoot (356è)                     |
| 2004      | 6è (GSII)                | Jan Kuyckx (274è)                              |

L'equip Topsport Vlaanderen, en tant que equip continental professional, participa principalment en les proves de l'UCI Europa Tour. La següent taula presenta les classificacions de l'equip en aquest circuit, així com el seu millor ciclista en la classificació individual.
UCI Àfrica Tour
| Temporada | Classificació per equips | Millor ciclista en la classificació individual |
| --------- | ------------------------ | ---------------------------------------------- |
| 2007      | 14è                      | Kenny De Ketele (108è)                         |

UCI Amèrica Tour
| Temporada | Classificació per equips | Millor ciclista en la classificació individual |
| --------- | ------------------------ | ---------------------------------------------- |
| 2010      | 38è                      | Michael Van Staeyen (337è)                     |
| 2015      | 40è                      |                                                |

UCI Àsia Tour
| Temporada | Classificació per equips | Millor ciclista en la classificació individual |
| --------- | ------------------------ | ---------------------------------------------- |
| 2005      | 34è                      | Steven Caethoven (157è)                        |
| 2010      | 21è                      | Geert Steurs (34è)                             |
| 2014      | 75è                      | Michael Van Staeyen (370è)                     |
| 2015      | 76è                      | Jef Van Meirhaeghe (264è)                      |
| 2016      | 80è                      | Floris De Tier (454è)                          |
| 2017      | 89è                      | Benjamin Declercq (510è)                       |
| 2018      | 97è                      | Kevin Deltombe (561è)                          |

UCI Europa Tour
| Temporada | Classificació per equips | Millor ciclista en la classificació individual |
| --------- | ------------------------ | ---------------------------------------------- |
| 2005      | 11è                      | Niko Eeckhout (3r)                             |
| 2006      | 5è                       | Niko Eeckhout (1r)                             |
| 2007      | 17è                      | Niko Eeckhout (28è)                            |
| 2008      | 11è                      | Niko Eeckhout (13è)                            |
| 2009      | 17è                      | Kristof Goddaert (71è)                         |
| 2010      | 8è                       | Kris Boeckmans (40è)                           |
| 2011      | 19è                      | Michael Van Staeyen (53è)                      |
| 2012      | 12è                      | Michael Van Staeyen (14è)                      |
| 2013      | 3r                       | Michael Van Staeyen (6è)                       |
| 2014      | 1r                       | Tom Van Asbroeck (1r)                          |
| 2015      | 1r                       | Edward Theuns (2n)                             |
| 2016      | 9è                       | Pieter Vanspeybrouck (35è)                     |
| 2017      | 11è                      | Bert Van Lerberghe (53è)                       |
| 2018      | 8è                       | Jonas Rickaert (84è)                           |
| 2019      | 11è                      | Christophe Noppe (53è)                         |
| 2020      | 8è                       | Amaury Capiot (65è)                            |
| 2021      | 7è                       | Arne Marit (101è)                              |

UCI Oceania Tour
| Temporada | Classificació per equips | Millor ciclista en la classificació individual |
| --------- | ------------------------ | ---------------------------------------------- |
| 2006      | 18è                      | Glenn D'Hollander (64è)                        |
| 2007      | 8è                       | Pieter Ghyllebert (17è)                        |

El 2009, la classificació de l'ProTour és suprimida i reemplaçada per la Classificació mundial UCI. Això suma els punts aconseguits en les proves del Calendari mundial UCI i integra els equips continentals professionals, cosa que no succeïa en la classificació del ProTour.
| Temporada | Classificació per equips | Millor ciclista en la classificació mundial |
| --------- | ------------------------ | ------------------------------------------- |
| 2009      | 31è                      | Jan Bakelandts (162è)                       |
| 2010      | 28è                      | Sep Vanmarcke (79è)                         |

El 2016 la Classificació mundial UCI passa a tenir en compte totes les proves UCI. Durant tres temporades existeix paral·lelament amb la classificació UCI World Tour i els circuits continentals. A partir del 2019 substitueix definitivament la classificació UCI World Tour.
| Temporada | Classificació per equips | Millor ciclista en la classificació individual |
| --------- | ------------------------ | ---------------------------------------------- |
| 2016      | -                        | Pieter Vanspeybrouck (119è)                    |
| 2017      | -                        | Bert Van Lerberghe (126è)                      |
| 2018      | -                        | Jonas Rickaert (199è)                          |
| 2019      | 30è                      | Christophe Noppe (166è)                        |
| 2020      | 28è                      | Amaury Capiot (79è)                            |
| 2021      | 26è                      | Arne Marit (118è)                              |